# 孺子嬰
孺子 嬰（じゅし えい）は、前漢最後の皇太子。名は嬰。摂皇帝王莽の傀儡として皇太子の位にとどめられ、帝位には即かなかったが、一般に「前漢最後の皇帝」として歴代に名を連ねる。
王莽が新王朝の皇帝に即位後、新の列侯とされたが、新末後漢初の内乱時代に方望と弓林によって、地方政権の皇帝に即位するが、更始帝に攻められて、戦死した。

## 生涯

### 漢の皇太子
元始5年（5年）に、漢の広戚侯劉顕の子として、生まれる。嬰と名付けられた（しばらく、「劉嬰」と表記）。
漢の10代皇帝である宣帝の玄孫にあたり、曾祖父は楚孝王劉囂（宣帝の末子）、祖父は広戚煬侯劉勲である。
元始5年（5年）12月に漢の14代皇帝である平帝が死去する。後継ぎはいなかった。
平帝の死により、漢の11代皇帝にあたる元帝の子孫は絶えてしまったため、10代皇帝の宣帝の子孫から次代皇帝を選ぶことになった。宣帝には、曽孫で王であるものが5人、列侯は、劉嬰の父の広戚侯劉顕ら48人がいた。平帝の生前に、漢の宰衡・太傅・大司馬を兼ねて任じられ、さらに九錫までうけて政治の実権を完全に握っていた王莽は、年長のものが次代の皇帝になることを嫌って「兄弟は互いに後継となることはできません」と言った。
そこで、宣帝の玄孫より、次代皇帝を選ぶことになり、その中でも最年少であり、わずか2歳であった広戚侯劉顕の子である劉嬰が、占いと人相見で最も「吉」であるとされ、これにかこつけた王莽によって、次代皇帝に選ばれることとなった。
同月、武功県長の孟通が井戸をさらい、白い石を得た。その石は、上部が円で下部が四角いものであり、『告安漢公莽為皇帝（安漢公王莽に告ぐ。皇帝になるように）』」と赤い文字が石に書かれていた。
このことによって、王莽は、群臣たちの同意と、太皇太后の王政君（王莽の伯母）の詔を得て、皇帝の摂政として、皇帝の事業を代行して、践祚することとなった。
また、群臣たちの奏上により、王莽は次のようにふるまうこととなる。
- 天子のひざかけと冠を着て、天子のように南面して群臣に朝見を受け、政治を聴く。
- 王莽の車や服、出入や先払いを天子の制度と同じようにする。
- 民や臣が、王莽に対して、天子に対するものと同じように、「臣」や「妾」と称す。
- 長安の郊外で天地を祀り、先祖への祀りを明堂で行い、宗廟を共祀（食事をだして祀ること）し、群神を享祭（ものを供えて祭ること）する。
- そのような祭祀の時には、『仮皇帝』と称し、民や臣は『摂皇帝』と王莽を呼び、王莽自らは、『予』と称す。
- 朝廷での政治を決裁し、王莽の詔を『制』と称す。
- 太皇太后（王政君）と皇后（平帝の皇后・王氏。王莽の娘にあたる）と朝見するときには、臣と称す。
- （王莽自身の）領土の政治や教化については、諸侯の礼儀と同様にする。
- 翌年、改元して、「居摂」とする。

王莽を摂皇帝と呼ぶようになると、王莽が劉氏の政権を奪うのではないか、という懸念が人々の中に生じた。とりわけ危機感を抱いたのは宗室に属して劉氏一族の思い入れの強い人々であったことは言うまでもない。
王莽が摂皇帝と呼ばれ、改元を行うようになると、漢の宗室であり、安衆侯劉崇や東郡太守であった翟義は王莽の所業に危惧をいだき、王莽を憎んで、挙兵して王莽を討伐しようと考えた。
居摂元年（6年）、正月、王莽は（皇帝の代わりに）南北郊祀や様々な祭祀を行う。
同年3月、劉嬰は皇太子とされ、「孺子」と号された（これからは「孺子嬰」と表記）孺子嬰は、表向きには成人後に即位することが予定されていたが、後の歴史から見れば、それも王莽がまだ幼児の皇太子にかわる「摂皇帝」として朝政の万機を総覧するための方便に過ぎなかった。
また、王莽の腹心であった王舜を太傅左輔に、甄豊を太阿右払に、甄邯を太保後承に任じられた。また、少師・少傅・少阿・少保の四少の官が置かれた。

### 劉崇の乱
同年4月、安衆侯劉崇は、漢の専制を行う王莽がいずれ、漢を奪うことになると思い、安衆において反乱を起こし、安衆侯国相である張紹ら従者100余人とともに、宛県へ侵攻したが、侵入することができず、敗北してしまう。劉崇の宮室は、反乱のみせしめとして、水たまりとされてしまった。
同年5月、劉崇が謀反を起こしたのは、王莽の権威が軽いためであるという群臣の奏上により、王莽は朝廷で王政君と会う時に（いままでのように「摂皇帝」とせずに）「仮皇帝」と称するようになった。
同年12月、王莽の宮殿と家の役人が増加されることとなる。また、王莽の上奏により、王莽の腹心の子弟たちが列侯に封じられ、甄邯や孫建の領土が増やされた。
西羌の龐恬や傅幡らが、西海郡で反乱を起こした。西海太守の程永は逃走したが、王莽に処刑され、王莽は、護羌校尉の竇況に西羌を討伐させた。
居摂2年（7年）春、護羌校尉の竇況が西羌を打ち破った。
5月、王莽は改めて貨幣を鋳造した。新貨幣は「錯刀」・「契刀」・「大銭」の三種類であった。「錯刀」は一つが五千銭、「契刀」は一つが五百銭、「大銭」は一つが五十銭の価値があるものとし、それを今までの「五銖銭」と並行して使用させることにした。しかし、民衆の多くが、新貨幣を偽造した。王莽はまた、列侯以下に黄金を所持することを禁じさせ、中央の御府に黄金を差し出せば、新貨幣が受け取れるものとしたが、実際には新貨幣は与えられなかった。

### 翟義の乱
同年、9月になり、東郡太守の翟義が「王莽が平帝を毒殺した」といった内容の檄文を郡国に伝え、それを名目に反乱を起こした。この反乱に、東平国も挙兵に加わった。翟義は、劉信を天子として擁立し、翟義みずからは、大司馬・柱天大将軍と号した。翟義の軍が山陽郡に着いた時には、その衆は十数万人に達していた。
王莽は、翟義の反乱を聞いて、その腹心である孫建や王邑を将軍に任じ、翟義を討伐させ、甄邯を大将軍に任じて、長安付近に備えさせる。
王莽は、周公旦がつくった『大誥』をまねて、自作の『大誥』を作成した。その『大誥』は、孺子嬰に、王莽が政権を返還する意図があることを表明するものであった。そのため、諫大夫の桓譚らが派遣され、王莽が孺子嬰に政権を返す意図があることを各地で触れまわさせた。
長安の西にある右扶風の槐里県や盩厔県において、趙明と霍鴻という人物が、翟義に応じて、兵を起こし、役人や民を略奪・攻略し、その衆は十数万人に至った。その戦火は長安の未央宮の前殿からも見えた。孺子嬰は日夜、王莽に抱かれており、王莽は宗廟に祈っていた。
王莽は大将軍の甄邯らに、西へ向かって趙明らを迎撃させ、また、長安の城外に軍を駐屯させた。
王莽の諸将である王邑や孫建らは、梁郡の菑県において、翟義の軍は破った。王莽は劉信と翟義の一族を処刑し、大赦をくだした。
同年12月、王邑らが率いる王莽軍の精鋭によって陳留郡の圉県を包囲して、翟義と劉信を破り、翟義と劉信は逃亡した。
翟義は、汝南郡の固始県の境界あたりで捕らえられ、その死体は都の市場ではりつけとなり、さらしものとなった。劉信もまた死んだ。
居摂3年（8年）、正月、地震があったが、王莽によって、天下に大赦が行われた。王邑らは関東から帰還し、兵を率いて、西の趙明らの討伐に向かった。
同年2月、王邑らの軍によって、趙明はせん滅され、全て平定され、王邑の軍は帰還した。
王莽は、翟義や趙明の乱の平定だけでなく、先に益州の蛮夷や金城郡の塞外（西海郡）の羌族の反乱を州や郡でやぶった功績もあわせて、大いに諸将を列侯に封じ、その功績を称えた。列侯は、侯爵・伯爵・子爵・男爵として封じられ、その数395人にのぼり、関内侯の爵位を与えられるものは、その名を改め、附城として、都合、数百にのぼったこの爵位は、王莽の上奏により、周にならって、爵位5等（階級）、領地4等（階級）を与えたものであった。
20世紀の日本の中国史学者である東晋次は、この爵位の授与について、「この五等爵の採用は秦からの継承となる漢代二十等爵制をやめて周代の爵制に復帰することを意図したものであり、三公制と同様、漢朝制度の改革の一環としてのものであった。ただ、疑問の点がないわけではない。二十等爵制とこの五等爵制がどのような関係に在ったかが、いまひとつ判明しないこと、また民爵の機能や効用が依然として継続されたかのかどうか、ということである。というのは、始建国元年の秋には、吏爵二級、民爵一級、女子には百戸羊酒を賜与しているからである。おそらくは、この時期の五等爵制は、翟義叛乱鎮圧の功労者に限定して賜与するために設けられたとするべきで、漢代二十等爵制そのものを全面的に変改するものではなかったと考えておくのが妥当であろう」と論じている。
王莽は、翟義の邸宅を全て破壊し、みずたまりにした。反乱が起きた五県で、反乱者の死体で京観をつくった。

### 王莽の野心
群臣たちはまた「摂皇帝(王莽)が践祚されている以上、国の宰相をされていた頃とは異なります。制礼作楽がまだ終わられていませんが、二人のお子様の爵位を公爵にされるべきです。また王光(王莽の兄の子)も列侯に封じるべきです」と奏上した。そこで王政君は詔を下し、王莽の三男の褒新侯王安を新挙公に、賞都侯王臨を褒新公に、王光を衍功侯に封じた。
この時、王莽は領地の新都国に帰ってきた。群臣はまた王莽の孫の王宗を新都侯に封じるように奏上した。王莽は、翟義を滅亡させて自分の威徳が日々盛んになっていくのを見て、天や人からの助けが得られていると思いこみ、ついに真の皇帝になることを謀るようになったと伝えられる。
同年9月、王莽の母の功顕君が死去する。王莽は哀悼する意思はなかった。太皇太后の王政君は詔を下して、王莽の喪服のことを議論させた。少阿・羲和（どちらも官職名）の劉歆、博士や諸々の儒学者78人は「摂皇帝は功顕君のために天子が諸侯を弔うための喪服をされ、聖制に応じるべきです」と言った。王莽はその通り実行して、ただ一度弔って再開するだけにとどめ、新都侯の王宗（王莽の孫）を喪主として三年の喪に服させた。
この年、宗室の広饒侯劉京・車騎将軍の千人（官職名）の扈雲・太保の属吏である臧鴻がそれぞれ符命を奏上していた。
劉京の上奏の内容は「7月中に斉郡の臨菑県・昌興亭の亭長である辛当が一夜に何度も夢を見たとのことです。その夢に現れた人物が話すには『私は天公の使いである。天公は私に『摂皇帝は真皇帝になるべきである』と、亭長に告げるように命じられた。私の言葉が信じられないのならば、この亭の中に新しい井戸ができているから確認するように』とのことでした。亭長が朝に亭の中を見てみると、本当に新しい深さ100尺にもなろうとする井戸ができていたのです」というものであった。扈雲の上奏は巴郡で見つかった石牛について、臧鴻の上奏は扶風郡で見つかった文字が刻まれた雍石に関するものであった。王莽はこれらを全て受けた。
同年11月、王莽は太皇太后の王政君に「劉京からは（上記の内容の）上奏がありました。また、11月に石牛と文字が刻まれた雍石が長安の未央宮の前殿に届けられています。私が太保・安陽侯の王舜とそれを見ていると、天から風が起こり、砂塵で暗くなったのです。風が止むと、雍石の前に「銅符」と「帛図」があらわれていたのです。そこに書かれた文には『天が帝符を告げる。献じる者は侯に封じられるだろう。天命を承けて神の命令を用いよ』とありました。騎都尉の崔発らのその内容を説いています。太皇太后、孝平皇后に奏上する時は、全て（今までのように摂皇帝と言わずに）仮皇帝と称することを願います。今後、天下に号令する時は、天下のものが奏上する時の言葉で『摂』という言葉は用いないようにさせます。居摂三年は改元して初始元年といたします。漏刻は120度にして天命に応じます。私、王莽は日夜、養育して孺子嬰を成長させ、周の成王と徳において比するほどにさせ、太皇太后の威徳をあらゆるところに伝えられるように教育いたします。孺子嬰が元服した時には政治を子に帰した周公旦の故事のようにいたします」と言った。この奏上は裁可され、王莽は正式に「仮皇帝」と呼ばれるようになった。
王莽の行動を見た群臣達は、皇帝に即位するための順序次第を示させたいという彼の真意を悟った。
期門郎の張充ら6人が王莽を脅して楚王を立てようとはかったが、発覚して誅殺された。

### 王莽が皇帝に即位する
長安に来ていた哀章という人物が、王莽が摂政を行っているのを見て、銅製の匱をつくり、「天帝行璽金匱図」と「赤帝行璽邦伝予黄帝金策書」という、二つの札をつけた。そして、「王莽よ、真天下となれ。皇太后は命の如くせよ」と書き記した。さらに、二つの札に、王莽の大臣となる8人の名を書き、縁起のいい名である王興と王盛の名も書き、さらに哀章自身の姓名も書き記し、総計11人の官爵を書き、「補佐とするように」と書いておいた。
哀章は、斉郡で見つかった井戸や巴郡で見つかった石牛の話を聞いて、その日に暮れに、黄衣を着て、高祖廟にその匱を持参し、僕射に渡した。そこは、僕射は報告した。王莽は、高祖の廟にみずから来て、金匱を受け拝した。
王莽は、王冠をつけて、王政君に謁見し、未央宮の前殿に帰って、詔をくだした「皇天上帝は定まった天命を、符契図文や金匱策書によって告げられ、天下の万民を私に託された。また、赤帝漢氏高皇帝（劉邦）の霊は天命をうけ、伝国金策之書があった。そこで、真天子に即位して、天下の号を「新（新王朝）」と定めることにする。正朔を改め，服の色と犠牲、徽幟、器制を変えることにする。12月朔（一日）の癸酉を建国元年正月の朔（一日）として、鶏の鳴き声をもって時刻となす。服色は（五行の土徳の）徳に配して黄色をたっとび、犠牲は天性に応じて、白を用い、使節の旄旛は全て純黄とし、その役所は、『新使五威節』とし、皇天上帝の威命をうけることにする」。
この11月の後半、21日に王政君に符命の報告をして改元し、それから数日後に即位の詔を発するという早業であり、おそらくは周到な用意ができていたのであろう。
王政君は、いまだ、孺子嬰が皇帝に即位していないので、伝国璽を長楽宮にしまっていた。王莽が新王朝の皇帝に即位すると、伝国璽を求めてきたが、王政君は怒って、王莽に授けなかった。
始建国元年（9年）正月、王政君のもとに、王莽から、王舜が伝国璽を渡すことを説得する使者として送ってきた。王政君は、王莽が伝国璽をまた、求めてきたのを知り、王舜をののしったが、王舜が王莽の決意を語ると、恐ろしくなって王舜に渡してしまう。王舜が、伝国璽を得て、王莽に報告すると、王莽は大変、喜んで、王政君のために未央宮の漸台で宴会を開いた。

### 皇太子を退位させられる
王莽は、公・侯・卿・士を率いて、皇太后（王莽の娘の王氏）の印璽とくみひもを奉じて、太皇太后（王政君）に献じて、符命にしたがって、漢の国号を取り去った。
王莽は、妻の王氏を皇后に立てる。王莽と王氏の間に生まれた四人に男子は、王宇・王獲・王安・王臨であったが、王宇と王獲はすでに王莽のよって自害に追い込まれていた。王莽は、王安はややぼんやりしていたので、王臨を皇太子にし、王安は、新嘉辟（辟は君）となった。王宇の六人の男子は、公爵に封じられて、天下に大赦が行われた。
孺子嬰は新しく皇帝となった王莽から策命を受けた「ああ、なんじ（孺子）嬰よ。昔、皇天はお前の太祖（劉邦）を助けて天命を与え、歴世12代にわたって、国を210年続けてきたが、暦数（天命）は予の身にあることにあった。お前を定安公に封じ、長く新室の賓客とする。天を敬い、お前の位につき、予の命を廃してはならない」。
さらに、また、孺子嬰は王莽に告げられた「平原・安徳・漯陰・鬲・重丘のおよそ一万戸、土地100里四方を、定安公の国とする。漢の祖先の廟をその国に立てて、周の後継と並んで、漢の正朔（暦）や服の色を行うように。代々、己の先祖に仕えて、永く徳と功を明らかにして、歴代の祀りを行うように。孝平皇后（王莽の娘の王氏）は、定安太后とする」。
王莽は策命を読み終えると、みずから、孺子嬰の手をとって、涙を流してすすり泣いて、言った「昔、周公旦は王位を摂政し、最後には、成王に王位を返すことができたのに、今、予一人は皇天の威命に迫られ、思い通りにすることができない！」。王莽はしばらくの間、哀しみ嘆いた。
孺子嬰は、中傅（もり役の宦官）に手をとられ、殿を降りることとなった。そこにいた百官たちは感動しないものはなかった、と伝えられる。
東晋次は、この王莽が行った禅譲について、「漢からの「禅譲」による王莽の皇帝即位は、異姓間継承そのものである。それでは王莽は即位を正当化する如何なる論理を用意したのだろうか。
後漢から曹魏への漢魏禅譲に際して、献帝が魏王曹丕に与えた詔書に、「それ大道の行わるるや、天下を公と為す。賢を選び能に与す。故に唐堯はその子を私せずに名を無窮に播ぐ。朕、羨みてこれを慕う。いまそれ堯典を追踵し、位を魏王に譲らんとす」（『三国志』巻二文帝紀注引『袁宏漢紀』）とあり、『礼記』の文章が引かれている。異姓間継承にはこの「天下を公と為す」の論理がもとより有効である。
しかしながら、王莽の場合、前代の皇帝からの禅譲の意思を明確に示す詔書を受け取っていないのである。ここに哀章によって献上された「天帝行璽金匱図」と「赤帝行璽邦伝予黄帝金策書」の二つの「符命」がその役割を果たすことになる。そこには、「王莽よ真天子と為れ。皇太后は命の如くせよ」と書かれてあった。当時臨朝称制していた、ということは皇帝の代行をしていた太皇太后（元后）に対する天命は、王莽への禅譲を認めよ、というものである。
しかし元后がそれを認めたがらなかったことは、「伝国璽」の授受の経緯にも現れている。王莽としてはしかし「伝国璽」を譲り受けたことで、ひとまずは前代の皇帝の禅譲の意思を確認できたと判断できたであろう。「伝国璽」に王莽がこだわり、その授与を大いに喜んだのは当然であった。
しかしながら王莽にとってやはり気がかりなのは、前代皇帝からの禅譲の意思を明確に示す証拠を受けてはいないことである。この不安を振り払うために王莽は、彼の皇帝即位はあくまでも上帝の命によるものだ、と主張したかったのであろう。
その証拠に、始建国元年秋に符命を全国に班布した際の説明文では、「金匱図策」には「高帝よ天命を承け、国を以て新皇帝に伝えよ」と書かれてあったように改作されている。ここでは皇太后（元后）が消去されていて、上帝から高祖の神霊への命令であることを前面に出しているのである」と論じている。
渡邉義浩は、この王莽が行った禅譲について、「（前略）哀章が「金匱図」と「金策書」を奉ることで、王莽は即位する。『漢書』も伝えるように、哀章その人には深い思慮はなかったもの、「金匱図」が天からの命を、「金策書」が劉邦からの命を伝えることで、王莽は、天子および皇帝という二つの正統性が保証された。天から天子になることを、そして、漢家から皇帝になることを認められた王莽は、こうして莽新を建国したのである」と論じている。

### 新王朝の定安公
「孺子」の号を失った孺子嬰は、「劉嬰」として、定安公に封じられ、かつての大鴻臚の役所が定安公の邸宅とされ、どの門にも門衛を置いて、監視させられた。さらに、王莽は乳母らに劉嬰と話をしないように命じ、劉嬰は壁に囲まれた何もない部屋で育ったため、そのため、劉嬰は大きくなっても、六畜の名称を区別することもできなくなったと伝えられる。
また、定安太后となった王氏（平帝の皇后、王莽の娘）も明光宮を定安館と名を改めて、そこに住むようになった。
劉嬰は、漢の後裔として王莽にその位を、周の後裔と同様、「賓」とされた。後に、劉嬰は王莽の孫にあたる王宇の娘の一人と婚姻することとなった。

### 最期に皇帝となる
やがて、王莽の新王朝も統治に失敗し、崩壊して、新末後漢初の内乱時代に入った。
地皇4年（23年）、長安は、緑林軍を率いる劉玄（更始帝）の軍によって陥落し、王莽も戦死する。
漢復2年（24年）、隴右に割拠していた隗囂の軍師である方望は、常日頃から漢朝復興を目指して活動していたが、隗囂の行動に不信感を抱いてその下を去った。
更始3年（25年）1月、方望は天文を見て、劉玄（更始帝）が必ず失敗すると考えて、弓林という人物を同志として誘った上で語った。「かつての定安公の劉嬰は、平帝の正統な後継ぎであった。王莽に篡奪されたといっても、かつては漢の君主であったのだ。現在、みな、『劉氏の真人が新たにまた天命を受けるだろう』と言っている。劉嬰を皇帝に即位させ、一緒に大いなる功業を立てようと思うが、どうであろうか？」。弓林が同意すると、方望は劉嬰を長安から探し出し、これを皇帝として推戴した。劉嬰・方望らは兵卒数千人を率いて安定郡臨涇県（現在の甘粛省鎮原県）に入城し、劉嬰は方望を丞相、弓林を大司馬にそれぞれ任命した。こうして実質は地方政権ながらも、劉嬰はついに皇帝となったのである。
しかし、王莽を滅ぼして長安を拠点としていた更始帝（劉玄）は、同様に漢の皇帝を称する劉嬰の存在を許さなかった。更始帝は景帝の末裔であり、劉嬰に比べはるかに帝室との血縁が遠く、それだけに目障りな存在でもあった。更始帝は配下の将軍である李松・蘇茂・劉祉らに劉嬰討伐を命じ、劉嬰・方望・弓林は戦死した。劉嬰は21歳であった。

## 年号
- 居摂 : 6年 - 8年
- 初始 : 8年

## 家族
|  |  |  |  |  |  |  |  |             |             |             |             |             |             |  |  |               |               |               |               |               |               |  |  |                 |                 |                 |                 |                 |                 |  |  |               |               |               |               |               |               |  |  |                |                |                |                |                |                |  |  |              |              |              |              |              |              |  |  |             |             |             |             |             |             |  |  |  |  |  |  |  |  |  |  |  |  |  |  |  |  |  |  |  |  |  |  |  |  |  |  |  |  |  |  |  |  |  |  |  |  |  |  |
|  |  |  |  |  |  |  |  |             |             |             |             |             |             |  |  |               |               |               |               |               |               |  |  |                 |                 |                 |                 |                 |                 |  |  | 太上皇 劉煓   |               |               |               |               |               |  |  |                |                |                |                |                |                |  |  |              |              |              |              |              |              |  |  |             |             |             |             |             |             |  |  |  |  |  |  |  |  |  |  |  |  |  |  |  |  |  |  |  |  |  |  |  |  |  |  |  |  |  |  |  |  |  |  |  |  |  |  |
|  |  |  |  |  |  |  |  |             |             |             |             |             |             |  |  |               |               |               |               |               |               |  |  |                 |                 |                 |                 |                 |                 |  |  |               |               |               |               |               |               |  |  |                |                |                |                |                |                |  |  |              |              |              |              |              |              |  |  |             |             |             |             |             |             |  |  |  |  |  |  |  |  |  |  |  |  |  |  |  |  |  |  |  |  |  |  |  |  |  |  |  |  |  |  |  |  |  |  |  |  |  |  |
|  |  |  |  |  |  |  |  |             |             |             |             |             |             |  |  |               |               |               |               |               |               |  |  |                 |                 |                 |                 |                 |                 |  |  |               |               |               |               |               |               |  |  |                |                |                |                |                |                |  |  |              |              |              |              |              |              |  |  |             |             |             |             |             |             |  |  |  |  |  |  |  |  |  |  |  |  |  |  |  |  |  |  |  |  |  |  |  |  |  |  |  |  |  |  |  |  |  |  |  |  |  |  |
|  |  |  |  |  |  |  |  | 代王 劉喜   | 代王 劉喜   | 代王 劉喜   | 代王 劉喜   | 代王 劉喜   | 代王 劉喜   |  |  |               |               |               |               |               |               |  |  |                 |                 |                 |                 |                 |                 |  |  | (1)高祖 劉邦  | (1)高祖 劉邦  | (1)高祖 劉邦  | (1)高祖 劉邦  | (1)高祖 劉邦  | (1)高祖 劉邦  |  |  |                |                |                |                |                |                |  |  |              |              |              |              |              |              |  |  | 楚王 劉交   | 楚王 劉交   | 楚王 劉交   | 楚王 劉交   | 楚王 劉交   | 楚王 劉交   |  |  |  |  |  |  |  |  |  |  |  |  |  |  |  |  |  |  |  |  |  |  |  |  |  |  |  |  |  |  |  |  |  |  |  |  |  |  |
|  |  |  |  |  |  |  |  | 代王 劉喜   | 代王 劉喜   | 代王 劉喜   | 代王 劉喜   | 代王 劉喜   | 代王 劉喜   |  |  |               |               |               |               |               |               |  |  |                 |                 |                 |                 |                 |                 |  |  | (1)高祖 劉邦  | (1)高祖 劉邦  | (1)高祖 劉邦  | (1)高祖 劉邦  | (1)高祖 劉邦  | (1)高祖 劉邦  |  |  |                |                |                |                |                |                |  |  |              |              |              |              |              |              |  |  | 楚王 劉交   | 楚王 劉交   | 楚王 劉交   | 楚王 劉交   | 楚王 劉交   | 楚王 劉交   |  |  |  |  |  |  |  |  |  |  |  |  |  |  |  |  |  |  |  |  |  |  |  |  |  |  |  |  |  |  |  |  |  |  |  |  |  |  |
|  |  |  |  |  |  |  |  |             |             |             |             |             |             |  |  |               |               |               |               |               |               |  |  |                 |                 |                 |                 |                 |                 |  |  |               |               |               |               |               |               |  |  |                |                |                |                |                |                |  |  |              |              |              |              |              |              |  |  |             |             |             |             |             |             |  |  |  |  |  |  |  |  |  |  |  |  |  |  |  |  |  |  |  |  |  |  |  |  |  |  |  |  |  |  |  |  |  |  |  |  |  |  |
|  |  |  |  |  |  |  |  | 呉王 劉濞   | 呉王 劉濞   | 呉王 劉濞   | 呉王 劉濞   | 呉王 劉濞   | 呉王 劉濞   |  |  | 斉王 劉肥     | 斉王 劉肥     | 斉王 劉肥     | 斉王 劉肥     | 斉王 劉肥     | 斉王 劉肥     |  |  | (2)恵帝 劉盈    | (2)恵帝 劉盈    | (2)恵帝 劉盈    | (2)恵帝 劉盈    | (2)恵帝 劉盈    | (2)恵帝 劉盈    |  |  | 趙王 劉如意   | 趙王 劉如意   | 趙王 劉如意   | 趙王 劉如意   | 趙王 劉如意   | 趙王 劉如意   |  |  | (前3)文帝 劉恒 | (前3)文帝 劉恒 | (前3)文帝 劉恒 | (前3)文帝 劉恒 | (前3)文帝 劉恒 | (前3)文帝 劉恒 |  |  |              |              |              |              |              |              |  |  | 淮南王 劉長 | 淮南王 劉長 | 淮南王 劉長 | 淮南王 劉長 | 淮南王 劉長 | 淮南王 劉長 |  |  |  |  |  |  |  |  |  |  |  |  |  |  |  |  |  |  |  |  |  |  |  |  |  |  |  |  |  |  |  |  |  |  |  |  |  |  |
|  |  |  |  |  |  |  |  | 呉王 劉濞   | 呉王 劉濞   | 呉王 劉濞   | 呉王 劉濞   | 呉王 劉濞   | 呉王 劉濞   |  |  | 斉王 劉肥     | 斉王 劉肥     | 斉王 劉肥     | 斉王 劉肥     | 斉王 劉肥     | 斉王 劉肥     |  |  | (2)恵帝 劉盈    | (2)恵帝 劉盈    | (2)恵帝 劉盈    | (2)恵帝 劉盈    | (2)恵帝 劉盈    | (2)恵帝 劉盈    |  |  | 趙王 劉如意   | 趙王 劉如意   | 趙王 劉如意   | 趙王 劉如意   | 趙王 劉如意   | 趙王 劉如意   |  |  | (前3)文帝 劉恒 | (前3)文帝 劉恒 | (前3)文帝 劉恒 | (前3)文帝 劉恒 | (前3)文帝 劉恒 | (前3)文帝 劉恒 |  |  |              |              |              |              |              |              |  |  | 淮南王 劉長 | 淮南王 劉長 | 淮南王 劉長 | 淮南王 劉長 | 淮南王 劉長 | 淮南王 劉長 |  |  |  |  |  |  |  |  |  |  |  |  |  |  |  |  |  |  |  |  |  |  |  |  |  |  |  |  |  |  |  |  |  |  |  |  |  |  |
|  |  |  |  |  |  |  |  |             |             |             |             |             |             |  |  |               |               |               |               |               |               |  |  |                 |                 |                 |                 |                 |                 |  |  |               |               |               |               |               |               |  |  |                |                |                |                |                |                |  |  |              |              |              |              |              |              |  |  |             |             |             |             |             |             |  |  |  |  |  |  |  |  |  |  |  |  |  |  |  |  |  |  |  |  |  |  |  |  |  |  |  |  |  |  |  |  |  |  |  |  |  |  |
|  |  |  |  |  |  |  |  | 斉王 劉襄   | 斉王 劉襄   | 斉王 劉襄   | 斉王 劉襄   | 斉王 劉襄   | 斉王 劉襄   |  |  | 城陽王 劉章   | 城陽王 劉章   | 城陽王 劉章   | 城陽王 劉章   | 城陽王 劉章   | 城陽王 劉章   |  |  | *前少帝 劉某    | *前少帝 劉某    | *前少帝 劉某    | *前少帝 劉某    | *前少帝 劉某    | *前少帝 劉某    |  |  | *後少帝 劉弘  | *後少帝 劉弘  | *後少帝 劉弘  | *後少帝 劉弘  | *後少帝 劉弘  | *後少帝 劉弘  |  |  | (4)景帝 劉啓   | (4)景帝 劉啓   | (4)景帝 劉啓   | (4)景帝 劉啓   | (4)景帝 劉啓   | (4)景帝 劉啓   |  |  | 梁王 劉武    | 梁王 劉武    | 梁王 劉武    | 梁王 劉武    | 梁王 劉武    | 梁王 劉武    |  |  | 淮南王 劉安 | 淮南王 劉安 | 淮南王 劉安 | 淮南王 劉安 | 淮南王 劉安 | 淮南王 劉安 |  |  |  |  |  |  |  |  |  |  |  |  |  |  |  |  |  |  |  |  |  |  |  |  |  |  |  |  |  |  |  |  |  |  |  |  |  |  |
|  |  |  |  |  |  |  |  | 斉王 劉襄   | 斉王 劉襄   | 斉王 劉襄   | 斉王 劉襄   | 斉王 劉襄   | 斉王 劉襄   |  |  | 城陽王 劉章   | 城陽王 劉章   | 城陽王 劉章   | 城陽王 劉章   | 城陽王 劉章   | 城陽王 劉章   |  |  | *前少帝 劉某    | *前少帝 劉某    | *前少帝 劉某    | *前少帝 劉某    | *前少帝 劉某    | *前少帝 劉某    |  |  | *後少帝 劉弘  | *後少帝 劉弘  | *後少帝 劉弘  | *後少帝 劉弘  | *後少帝 劉弘  | *後少帝 劉弘  |  |  | (4)景帝 劉啓   | (4)景帝 劉啓   | (4)景帝 劉啓   | (4)景帝 劉啓   | (4)景帝 劉啓   | (4)景帝 劉啓   |  |  | 梁王 劉武    | 梁王 劉武    | 梁王 劉武    | 梁王 劉武    | 梁王 劉武    | 梁王 劉武    |  |  | 淮南王 劉安 | 淮南王 劉安 | 淮南王 劉安 | 淮南王 劉安 | 淮南王 劉安 | 淮南王 劉安 |  |  |  |  |  |  |  |  |  |  |  |  |  |  |  |  |  |  |  |  |  |  |  |  |  |  |  |  |  |  |  |  |  |  |  |  |  |  |
|  |  |  |  |  |  |  |  |             |             |             |             |             |             |  |  |               |               |               |               |               |               |  |  |                 |                 |                 |                 |                 |                 |  |  |               |               |               |               |               |               |  |  |                |                |                |                |                |                |  |  |              |              |              |              |              |              |  |  |             |             |             |             |             |             |  |  |  |  |  |  |  |  |  |  |  |  |  |  |  |  |  |  |  |  |  |  |  |  |  |  |  |  |  |  |  |  |  |  |  |  |  |  |
|  |  |  |  |  |  |  |  | 臨江王 劉栄 | 臨江王 劉栄 | 臨江王 劉栄 | 臨江王 劉栄 | 臨江王 劉栄 | 臨江王 劉栄 |  |  | 中山王 劉勝   | 中山王 劉勝   | 中山王 劉勝   | 中山王 劉勝   | 中山王 劉勝   | 中山王 劉勝   |  |  | 長沙王 劉発     | 長沙王 劉発     | 長沙王 劉発     | 長沙王 劉発     | 長沙王 劉発     | 長沙王 劉発     |  |  |               |               |               |               |               |               |  |  | (5)武帝 劉徹   | (5)武帝 劉徹   | (5)武帝 劉徹   | (5)武帝 劉徹   | (5)武帝 劉徹   | (5)武帝 劉徹   |  |  |              |              |              |              |              |              |  |  |             |             |             |             |             |             |  |  |  |  |  |  |  |  |  |  |  |  |  |  |  |  |  |  |  |  |  |  |  |  |  |  |  |  |  |  |  |  |  |  |  |  |  |  |
|  |  |  |  |  |  |  |  | 臨江王 劉栄 | 臨江王 劉栄 | 臨江王 劉栄 | 臨江王 劉栄 | 臨江王 劉栄 | 臨江王 劉栄 |  |  | 中山王 劉勝   | 中山王 劉勝   | 中山王 劉勝   | 中山王 劉勝   | 中山王 劉勝   | 中山王 劉勝   |  |  | 長沙王 劉発     | 長沙王 劉発     | 長沙王 劉発     | 長沙王 劉発     | 長沙王 劉発     | 長沙王 劉発     |  |  |               |               |               |               |               |               |  |  | (5)武帝 劉徹   | (5)武帝 劉徹   | (5)武帝 劉徹   | (5)武帝 劉徹   | (5)武帝 劉徹   | (5)武帝 劉徹   |  |  |              |              |              |              |              |              |  |  |             |             |             |             |             |             |  |  |  |  |  |  |  |  |  |  |  |  |  |  |  |  |  |  |  |  |  |  |  |  |  |  |  |  |  |  |  |  |  |  |  |  |  |  |
|  |  |  |  |  |  |  |  |             |             |             |             |             |             |  |  |               |               |               |               |               |               |  |  |                 |                 |                 |                 |                 |                 |  |  |               |               |               |               |               |               |  |  |                |                |                |                |                |                |  |  |              |              |              |              |              |              |  |  |             |             |             |             |             |             |  |  |  |  |  |  |  |  |  |  |  |  |  |  |  |  |  |  |  |  |  |  |  |  |  |  |  |  |  |  |  |  |  |  |  |  |  |  |
|  |  |  |  |  |  |  |  |             |             |             |             |             |             |  |  | 左丞相 劉屈氂 | 左丞相 劉屈氂 | 左丞相 劉屈氂 | 左丞相 劉屈氂 | 左丞相 劉屈氂 | 左丞相 劉屈氂 |  |  | (追)戻太子 劉拠 | (追)戻太子 劉拠 | (追)戻太子 劉拠 | (追)戻太子 劉拠 | (追)戻太子 劉拠 | (追)戻太子 劉拠 |  |  | 燕王 劉旦     | 燕王 劉旦     | 燕王 劉旦     | 燕王 劉旦     | 燕王 劉旦     | 燕王 劉旦     |  |  | (6)昭帝 劉弗陵 | (6)昭帝 劉弗陵 | (6)昭帝 劉弗陵 | (6)昭帝 劉弗陵 | (6)昭帝 劉弗陵 | (6)昭帝 劉弗陵 |  |  | 昌邑王 劉髆  | 昌邑王 劉髆  | 昌邑王 劉髆  | 昌邑王 劉髆  | 昌邑王 劉髆  | 昌邑王 劉髆  |  |  |             |             |             |             |             |             |  |  |  |  |  |  |  |  |  |  |  |  |  |  |  |  |  |  |  |  |  |  |  |  |  |  |  |  |  |  |  |  |  |  |  |  |  |  |
|  |  |  |  |  |  |  |  |             |             |             |             |             |             |  |  | 左丞相 劉屈氂 | 左丞相 劉屈氂 | 左丞相 劉屈氂 | 左丞相 劉屈氂 | 左丞相 劉屈氂 | 左丞相 劉屈氂 |  |  | (追)戻太子 劉拠 | (追)戻太子 劉拠 | (追)戻太子 劉拠 | (追)戻太子 劉拠 | (追)戻太子 劉拠 | (追)戻太子 劉拠 |  |  | 燕王 劉旦     | 燕王 劉旦     | 燕王 劉旦     | 燕王 劉旦     | 燕王 劉旦     | 燕王 劉旦     |  |  | (6)昭帝 劉弗陵 | (6)昭帝 劉弗陵 | (6)昭帝 劉弗陵 | (6)昭帝 劉弗陵 | (6)昭帝 劉弗陵 | (6)昭帝 劉弗陵 |  |  | 昌邑王 劉髆  | 昌邑王 劉髆  | 昌邑王 劉髆  | 昌邑王 劉髆  | 昌邑王 劉髆  | 昌邑王 劉髆  |  |  |             |             |             |             |             |             |  |  |  |  |  |  |  |  |  |  |  |  |  |  |  |  |  |  |  |  |  |  |  |  |  |  |  |  |  |  |  |  |  |  |  |  |  |  |
|  |  |  |  |  |  |  |  |             |             |             |             |             |             |  |  |               |               |               |               |               |               |  |  | (追)悼皇 劉進   | (追)悼皇 劉進   | (追)悼皇 劉進   | (追)悼皇 劉進   | (追)悼皇 劉進   | (追)悼皇 劉進   |  |  |               |               |               |               |               |               |  |  |                |                |                |                |                |                |  |  | *昌邑王 劉賀 | *昌邑王 劉賀 | *昌邑王 劉賀 | *昌邑王 劉賀 | *昌邑王 劉賀 | *昌邑王 劉賀 |  |  |             |             |             |             |             |             |  |  |  |  |  |  |  |  |  |  |  |  |  |  |  |  |  |  |  |  |  |  |  |  |  |  |  |  |  |  |  |  |  |  |  |  |  |  |
|  |  |  |  |  |  |  |  |             |             |             |             |             |             |  |  |               |               |               |               |               |               |  |  | (追)悼皇 劉進   | (追)悼皇 劉進   | (追)悼皇 劉進   | (追)悼皇 劉進   | (追)悼皇 劉進   | (追)悼皇 劉進   |  |  |               |               |               |               |               |               |  |  |                |                |                |                |                |                |  |  | *昌邑王 劉賀 | *昌邑王 劉賀 | *昌邑王 劉賀 | *昌邑王 劉賀 | *昌邑王 劉賀 | *昌邑王 劉賀 |  |  |             |             |             |             |             |             |  |  |  |  |  |  |  |  |  |  |  |  |  |  |  |  |  |  |  |  |  |  |  |  |  |  |  |  |  |  |  |  |  |  |  |  |  |  |
|  |  |  |  |  |  |  |  |             |             |             |             |             |             |  |  |               |               |               |               |               |               |  |  | (7)宣帝 劉詢    |                 |                 |                 |                 |                 |  |  |               |               |               |               |               |               |  |  |                |                |                |                |                |                |  |  |              |              |              |              |              |              |  |  |             |             |             |             |             |             |  |  |  |  |  |  |  |  |  |  |  |  |  |  |  |  |  |  |  |  |  |  |  |  |  |  |  |  |  |  |  |  |  |  |  |  |  |  |
|  |  |  |  |  |  |  |  |             |             |             |             |             |             |  |  |               |               |               |               |               |               |  |  |                 |                 |                 |                 |                 |                 |  |  |               |               |               |               |               |               |  |  |                |                |                |                |                |                |  |  |              |              |              |              |              |              |  |  |             |             |             |             |             |             |  |  |  |  |  |  |  |  |  |  |  |  |  |  |  |  |  |  |  |  |  |  |  |  |  |  |  |  |  |  |  |  |  |  |  |  |  |  |
|  |  |  |  |  |  |  |  |             |             |             |             |             |             |  |  |               |               |               |               |               |               |  |  |                 |                 |                 |                 |                 |                 |  |  |               |               |               |               |               |               |  |  |                |                |                |                |                |                |  |  |              |              |              |              |              |              |  |  |             |             |             |             |             |             |  |  |  |  |  |  |  |  |  |  |  |  |  |  |  |  |  |  |  |  |  |  |  |  |  |  |  |  |  |  |  |  |  |  |  |  |  |  |
|  |  |  |  |  |  |  |  |             |             |             |             |             |             |  |  |               |               |               |               |               |               |  |  | (8)元帝 劉奭    | (8)元帝 劉奭    | (8)元帝 劉奭    | (8)元帝 劉奭    | (8)元帝 劉奭    | (8)元帝 劉奭    |  |  |               |               |               |               |               |               |  |  | 楚王 劉囂      | 楚王 劉囂      | 楚王 劉囂      | 楚王 劉囂      | 楚王 劉囂      | 楚王 劉囂      |  |  |              |              |              |              |              |              |  |  |             |             |             |             |             |             |  |  |  |  |  |  |  |  |  |  |  |  |  |  |  |  |  |  |  |  |  |  |  |  |  |  |  |  |  |  |  |  |  |  |  |  |  |  |
|  |  |  |  |  |  |  |  |             |             |             |             |             |             |  |  |               |               |               |               |               |               |  |  | (8)元帝 劉奭    | (8)元帝 劉奭    | (8)元帝 劉奭    | (8)元帝 劉奭    | (8)元帝 劉奭    | (8)元帝 劉奭    |  |  |               |               |               |               |               |               |  |  | 楚王 劉囂      | 楚王 劉囂      | 楚王 劉囂      | 楚王 劉囂      | 楚王 劉囂      | 楚王 劉囂      |  |  |              |              |              |              |              |              |  |  |             |             |             |             |             |             |  |  |  |  |  |  |  |  |  |  |  |  |  |  |  |  |  |  |  |  |  |  |  |  |  |  |  |  |  |  |  |  |  |  |  |  |  |  |
|  |  |  |  |  |  |  |  |             |             |             |             |             |             |  |  |               |               |               |               |               |               |  |  |                 |                 |                 |                 |                 |                 |  |  |               |               |               |               |               |               |  |  |                |                |                |                |                |                |  |  |              |              |              |              |              |              |  |  |             |             |             |             |             |             |  |  |  |  |  |  |  |  |  |  |  |  |  |  |  |  |  |  |  |  |  |  |  |  |  |  |  |  |  |  |  |  |  |  |  |  |  |  |
|  |  |  |  |  |  |  |  |             |             |             |             |             |             |  |  | (9)成帝 劉驁  | (9)成帝 劉驁  | (9)成帝 劉驁  | (9)成帝 劉驁  | (9)成帝 劉驁  | (9)成帝 劉驁  |  |  | (追)恭皇 劉康   | (追)恭皇 劉康   | (追)恭皇 劉康   | (追)恭皇 劉康   | (追)恭皇 劉康   | (追)恭皇 劉康   |  |  | 中山王 劉興   | 中山王 劉興   | 中山王 劉興   | 中山王 劉興   | 中山王 劉興   | 中山王 劉興   |  |  | 劉勲           | 劉勲           | 劉勲           | 劉勲           | 劉勲           | 劉勲           |  |  |              |              |              |              |              |              |  |  |             |             |             |             |             |             |  |  |  |  |  |  |  |  |  |  |  |  |  |  |  |  |  |  |  |  |  |  |  |  |  |  |  |  |  |  |  |  |  |  |  |  |  |  |
|  |  |  |  |  |  |  |  |             |             |             |             |             |             |  |  | (9)成帝 劉驁  | (9)成帝 劉驁  | (9)成帝 劉驁  | (9)成帝 劉驁  | (9)成帝 劉驁  | (9)成帝 劉驁  |  |  | (追)恭皇 劉康   | (追)恭皇 劉康   | (追)恭皇 劉康   | (追)恭皇 劉康   | (追)恭皇 劉康   | (追)恭皇 劉康   |  |  | 中山王 劉興   | 中山王 劉興   | 中山王 劉興   | 中山王 劉興   | 中山王 劉興   | 中山王 劉興   |  |  | 劉勲           | 劉勲           | 劉勲           | 劉勲           | 劉勲           | 劉勲           |  |  |              |              |              |              |              |              |  |  |             |             |             |             |             |             |  |  |  |  |  |  |  |  |  |  |  |  |  |  |  |  |  |  |  |  |  |  |  |  |  |  |  |  |  |  |  |  |  |  |  |  |  |  |
|  |  |  |  |  |  |  |  |             |             |             |             |             |             |  |  |               |               |               |               |               |               |  |  | (10)哀帝 劉欣   | (10)哀帝 劉欣   | (10)哀帝 劉欣   | (10)哀帝 劉欣   | (10)哀帝 劉欣   | (10)哀帝 劉欣   |  |  | (11)平帝 劉衎 | (11)平帝 劉衎 | (11)平帝 劉衎 | (11)平帝 劉衎 | (11)平帝 劉衎 | (11)平帝 劉衎 |  |  | 劉顕           | 劉顕           | 劉顕           | 劉顕           | 劉顕           | 劉顕           |  |  |              |              |              |              |              |              |  |  |             |             |             |             |             |             |  |  |  |  |  |  |  |  |  |  |  |  |  |  |  |  |  |  |  |  |  |  |  |  |  |  |  |  |  |  |  |  |  |  |  |  |  |  |
|  |  |  |  |  |  |  |  |             |             |             |             |             |             |  |  |               |               |               |               |               |               |  |  | (10)哀帝 劉欣   | (10)哀帝 劉欣   | (10)哀帝 劉欣   | (10)哀帝 劉欣   | (10)哀帝 劉欣   | (10)哀帝 劉欣   |  |  | (11)平帝 劉衎 | (11)平帝 劉衎 | (11)平帝 劉衎 | (11)平帝 劉衎 | (11)平帝 劉衎 | (11)平帝 劉衎 |  |  | 劉顕           | 劉顕           | 劉顕           | 劉顕           | 劉顕           | 劉顕           |  |  |              |              |              |              |              |              |  |  |             |             |             |             |             |             |  |  |  |  |  |  |  |  |  |  |  |  |  |  |  |  |  |  |  |  |  |  |  |  |  |  |  |  |  |  |  |  |  |  |  |  |  |  |
|  |  |  |  |  |  |  |  |             |             |             |             |             |             |  |  |               |               |               |               |               |               |  |  |                 |                 |                 |                 |                 |                 |  |  |               |               |               |               |               |               |  |  | *孺子 劉嬰     |                |                |                |                |                |  |  |              |              |              |              |              |              |  |  |             |             |             |             |             |             |  |  |  |  |  |  |  |  |  |  |  |  |  |  |  |  |  |  |  |  |  |  |  |  |  |  |  |  |  |  |  |  |  |  |  |  |  |  |

### 后妃
- 王氏（王莽の孫、王宇の娘）